# Незваные (фильм, 2023)
«Незваные» (англ. Unwelcome) — фильм ужасов режиссёра Джона Райта. Главные роли в фильме исполнили Ханна Джон-Кеймен, Дуглас Бут и Колм Мини.
Фильм был выпущен в Ирландии и Великобритании 27 января 2023 года компанией Warner Bros. Pictures

## Сюжет
Молодая английская пара переезжает в унаследованный от родителей идиллический дом в сельской Ирландии, но вскоре сталкивается с проблемами с местными жителями и с шайкой гоблинов-убийц, скрывающихся в их саду.

## В ролях
- Ханна Джон-Кеймен — Майя
- Дуглас Бут — Джейми
- Джейми-Ли О’Доннелл
- Колм Мини — Уилан
- Кристиан Нэрн
- Нив Кьюсак

## Производство и премьера
Режиссёр фильма Джон Райт рассказал, что сюжет вдохновлён сказками братьев Гримм и историями, которые ему рассказал дед. Райт описал фильм как «фильм о вторжении в дом» и представил его как смесь «Гремлинов» и «Соломенных псов». Джон-Кеймен и Бут были утверждены на главные роли в октябре 2020 года, когда фильм назывался «Little People». Также в актёрский состав вошли Мини, О’Доннелл, Уолли и Нэрн. Фильм совместного производства компаний Cornerstone films, Peter Touche, Piers Tempest и Jo Bamford’s Tempo Productions. Сюжет основан на оригинальном сценарии Райта и Марка Стэя. Над дизайном существ работает Пол Катлинг, а супервайзер визуальных эффектов — Пэдди Исон. Все они вместе работали над предыдущим фильмом Райта «Грэбберсы».
Премьера фильма состоялась 27 января 2023 года. Ранее премьера была запланирована на 4 февраля 2022 года, затем перенесена на 28 октября 2022 года, а затем на текущую дату выхода.